# 泰国酿酒
13°48′04″N 100°33′36″E / 13.801177°N 100.559877°E
泰国酿酒（SGX：Y92)，又常被称为 ThaiBev ，是泰国最大的酿酒商，同时也是东南亚最大的酿酒商之一。其酿酒厂分布于泰国、苏格兰、爱尔兰、中国大陆与法国等地。泰国酿酒在新加坡交易所上市，其市值超过40亿美元。 2013年1月，泰国酿酒收购综合企业星狮集团（Fraser and Neave）。

## 简介

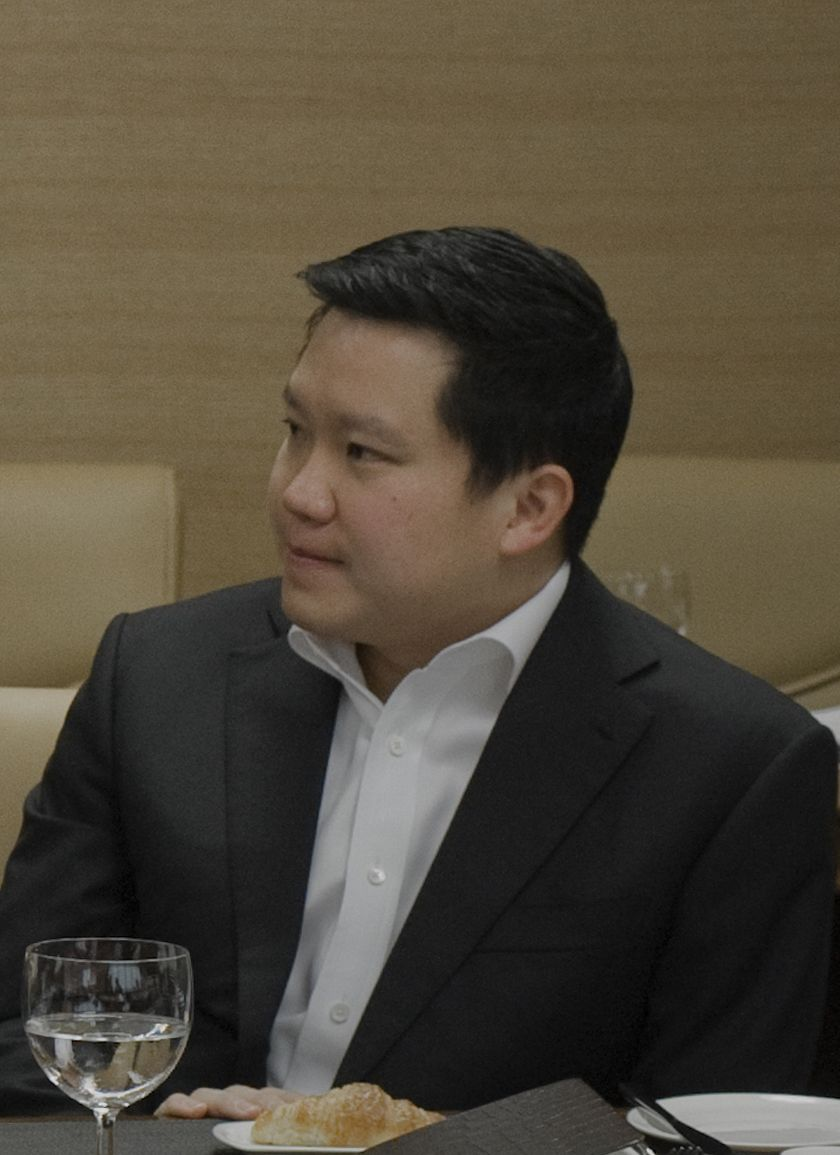
苏华荣, 公司总裁兼首席执行官

泰国酿酒旗下品牌包括象牌啤酒（Chang）， 湄公河威士忌（Mekhong） SangSom朗姆酒。在欧洲也生产苏格兰麦芽糖威士忌，伏特加，杜松子酒以及利口酒。其创始人苏旭明 在2013年初宣布收购涉及食品饮料、房地产开发以及出版业的新加坡星狮集团（Fraser and Neave）
象牌啤酒最初于1995年开始在大城府的挽曼县（Bang Ban District）生产，现今拥有全泰百分之六十的市场占有率，一举击败之前排名第一的勝獅啤酒（Singha）。
2017年12月18日泰国酿酒間接子公司越南釀酒（Vietnam Beverage）以每股32萬越南盾（約19新元），斥資109.7萬億越南盾(48億美元)收購越南飲料生產商西貢啤酒（Sabeco）的53.59％股權

## 埃弗顿-象牌
2004年象牌成为英超劲旅埃弗顿队的赞助商。

## 啤酒

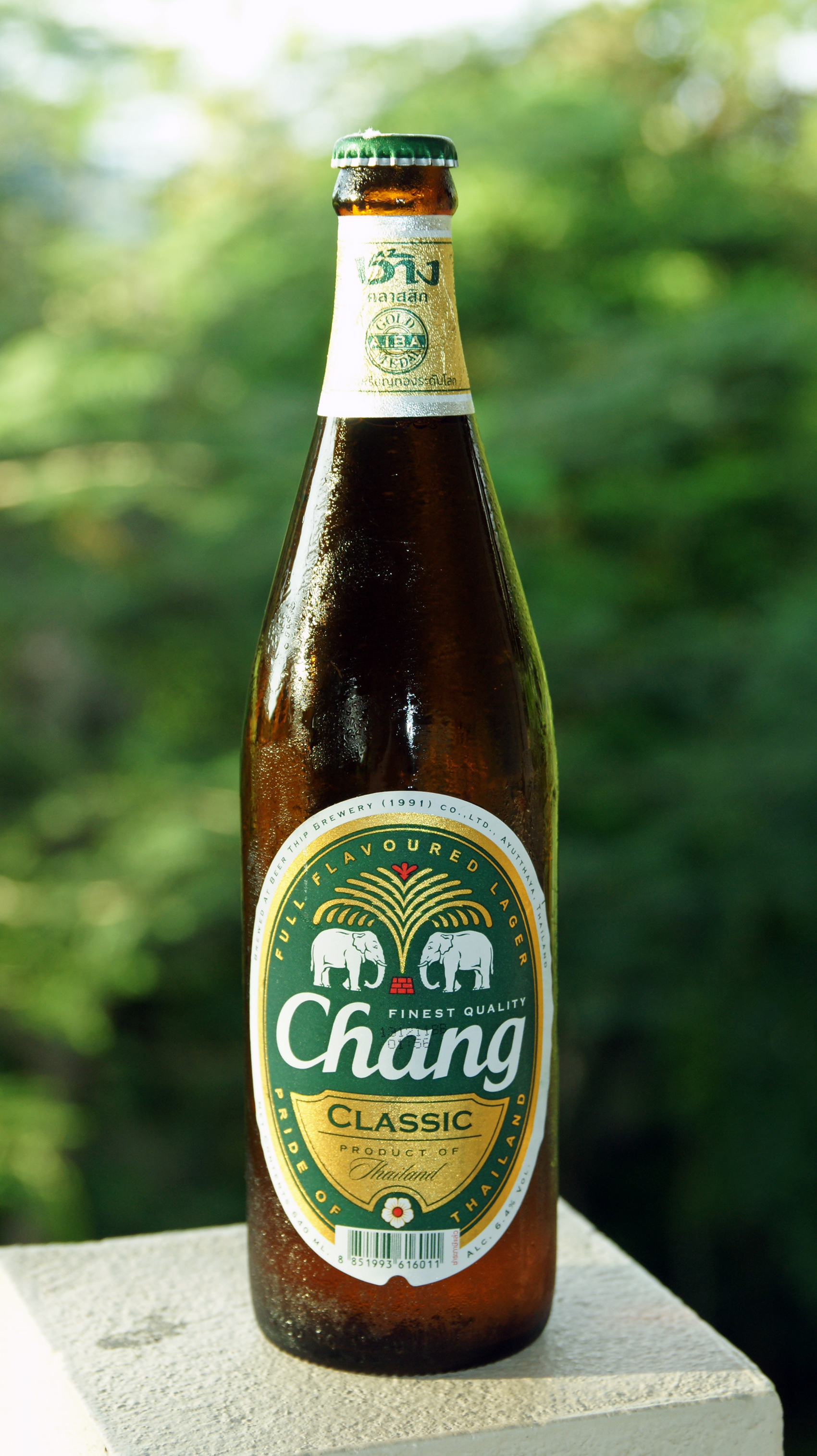
一瓶象牌啤酒

象牌啤酒，是一种拉格淡啤酒. Chang  即是泰语中大象的意思，而在大象在泰国的文化和历史上都占有十分重要的地位。象牌啤酒的标志就是两只大象面对面而立。

## 象牌嘉士伯
2000年12月嘉士伯与象牌建立名为“嘉士伯亚洲”（Carlsberg Asia）的合资公司。嘉士伯对象牌的影响可以从象牌啤酒LOGO看出：其英文字体Chang Beer同嘉士伯啤酒的经典标志所用的字体十分相似。
2005年嘉士伯因认为对方没有履行合约义务而终止同象牌合作，导致象牌大约25亿美元的经济损失。